# Sköna maj, välkommen
"Sköna maj, välkommen", även kallad "Majsång", är en sång komponerad av Lars Magnus Béen, med text av Johan Ludvig Runeberg. Sången hör till det svenska valborgsmässofirandets traditionella sångnummer.
Melodin har tidigare även använts till påsksången O, vad fröjd, han lever, vår Immanuel.